# Октябрьский сельсовет (Благовещенский район)
Октябрьский сельсовет — муниципальное образование в Благовещенском районе Башкортостана.

## История
Согласно «Закону о границах, статусе и административных центрах муниципальных образований в Республике Башкортостан» имеет статус сельского поселения.

## Население
| 2002 | 2009 | 2010 | 2012 | 2013 | 2014 | 2015 |
| ---- | ---- | ---- | ---- | ---- | ---- | ---- |
| 982  | ↘937 | ↘764 | ↘744 | ↘723 | ↘704 | ↘692 |
| 2016 | 2017 |      |      |      |      |      |
| ↘667 | ↘654 |      |      |      |      |      |

## Состав сельского поселения
| № | Населённый пункт | Тип населённого пункта       | Население |
| - | ---------------- | ---------------------------- | --------- |
| 1 | Осиповка         | село, административный центр | ↘364      |
| 2 | Карагайкуль      | деревня                      | ↘111      |
| 3 | Усабаш           | деревня                      | ↘93       |
| 4 | Ежовка           | село                         | ↗84       |
| 5 | Уса-Степановка   | деревня                      | ↗57       |
| 6 | Мухаметдиново    | деревня                      | ↘19       |
| 7 | Седяш            | деревня                      | ↘18       |
| 8 | Большой Лог      | деревня                      | ↘10       |
| 9 | Кургаштамак      | деревня                      | ↘8        |